# Joseph de Puisaye
Joseph de Puisaye   (Mortagne-au-Perche, 6 de març de 1755 - Hammersmith, 13 de setembre de 1827) va ser un militar i polític francès que va participar en la Revolució Francesa, primer com a partidari de la monarquia constitucional, després, després de la caiguda de Lluís XVI, com a cap dels Chouans a Bretanya.
Militar, procedent d'una antiga família de noblesa normanda, Joseph de Puisaye va iniciar una carrera política assentant als Estats Generals, on es va mostrar partidari de les noves idees de la Revolució Francesa. Admirador de la monarquia parlamentària britànica, era partidari de l'establiment d'una monarquia constitucional, però defensava aferrissadament els privilegis de la noblesa.
Va tornar a prendre les armes durant el Terror i es va posar de costat amb la Gironda. Segon de Wimpffen, mana les tropes federalistes de Normandia i Bretanya, però va ser derrotat pels exèrcits de la Muntanya a la batalla de Brécourt.
Passant a la clandestinitat, va arribar a Bretanya i va reunir els chouans. La seva important activitat li permet ser reconegut lloctinent general a l'exèrcit britànic i a l'exèrcit catòlic i reial de Bretanya, del qual rep el comandament principal.
El 1795, Puisaye es troba a l'origen de l'expedició de Quiberon amb l'objectiu de desembarcar un exèrcit d'emigrants i tropes britàniques a Bretanya. Però la derrota d'aquesta expedició contra els exèrcits republicans d'Hoche i la seva fugida durant l'enfrontament van soscavar la seva autoritat. Va acabar perdent tot el crèdit després de la pacificació de 1796 i va marxar a Canadà, i després Anglaterra on es va establir. Va posar fi a les seves activitats polítiques i militars i es va naturalitzar britànic. Mai no va tornar a França i va morir a Anglaterra el 1827.

## Joventut
Nascut en una família normanda d'antiga noblesa que ocupava el càrrec hereditari de gran agutzil de Perche, Puisaye estava destinat, com molts cadets de famílies nobles, a les ordres: va ser tonsurat a l'edat de 7 anys, però finalment va preferir abraçar-se una carrera militar. Era germà d'Antoine Charles André René de Puisaye.
El 1783, va comprar un lloc de coronel dels "Cent-Suisses de la Maison du Roi". El 1788 es va casar amb Louise Le Sesne (1771-1795), hereva del marquès de Ménilles, propietària del castell de Ménilles a prop de Pacy-sur-Eure, de qui tindrà una filla única, Joséphine, que va morir als 17 anys. No obstant això, els seus vincles amb la seva regió natal van continuar sent forts ja que el 1789 va ser elegit diputat per la noblesa de Perche als estats generals.
Es fa costat a la minoria d'aquest ordre i es reuneix en el tercer estat el Juny de 1789; en general, intervé poc a l'Assemblea Nacional. No obstant això, protesta contra el 24 de juny de 1790 contra l'abolició de la noblesa.
Promogut el 1791 com a mariscal de camp, es retirà després de la fi de l'Assemblea Constituent a la seva terra de Ménilles. Va ser elegit cap de la guàrdia nacional del districte d'Évreux.

## Federalisme contra la revolució
Tot i que era un gran admirador de la constitució britànica i favorable a les reformes, es va convertir en un opositor decidit al règim republicà establert el setembre de 1792, sobretot a causa del judici i l'execució de Lluís XVI.
En Juny de 1793, es va unir a l'oposició girondina i va rebre, conjuntament amb Wimpffen, el comandament de l'exèrcit federalista de Normandia. Les seves tropes van ser derrotades al juliol, durant la batalla de Brécourt, coneguda com la "batalla sense llàgrimes", perquè, en realitat, no hi va haver cap enfrontament... Puisaye havia passat la nit al seu castell de Ménilles, on era la seva dona, deixant el seu exèrcit acampat no gaire allà, a l'altiplà de Madrie, prop del castell de Brécourt. Les tropes federalistes, poc motivades, i sens dubte entelades pels vapors de les libacions que havien fet durant la nit gràcies als cellers del castell i als del poble veí, van ser despertats amb un tret a l'alba per un tret de canó. tirat pel camp contrari... Això va ser suficient per provocar pànic, una retirada precipitada i un desastre general...
Puisaye s'amaga llavors. Guanyà la Bretanya, on reuní i reorganitzà al departament de Ille-et-Vilaine les restes de la chouannerie. És molt actiu, es posa en contacte amb altres caps, crea un consell militar, emet paper moneda, envia emissaris a Londres, des d'on acaba rebent poders del comte d'Artois i socors en plata i en armes governamentals angleses. Redoblant els esforços per convertir-se en el federador del moviment reialista a Bretanya, va multiplicar les proclames i, tot i que no va ser reconegut per tots els caps dels Chouan, va acabar apareixent com l'ànima del partit reialista d'aquest país.

## L'expedició de Quiberon
El setembre de 1794, el comte de Puisaye va anar secretament a Anglaterra, on va ser rebut de manera reservada. Els emigrants el consideren fàcilment, de fet, com un amic de les circumstàncies, fins i tot un agent de la Convenció. No obstant això, es lliga amb el comte de Botherel i amb mossèn La Marche, bisbe de Saint-Pol-de-Léon. Finalment va obtenir del comte d'Artois (futur Carles X), llavors a Edimburg, poders gairebé il·limitats, i va guanyar la confiança dels ministres Pitt, William Windham (1750-1819) i Henry Dundas. Aquests últims li acaben donant la responsabilitat d'una operació de desembarcament a la costa de Bretanya, conjuntament amb Louis Charles d'Hervilly. Aquests darrers havien rebut el comandament dels regiments d'emigrants, mentre que Puisaye, proveït del títol de tinent general, tenia plena autoritat sobre els reialistes de l'interior a Bretanya i Normandia.
Portat per una flota de tres vaixells de la línia, sis fragates i uns pocs canons, escortant 97 vaixells de transport, l'exèrcit d'emigrants va aterrar a Carnac des de 25 de juny de 1795.
El pla de Puisaye consistia a marxar immediatament després del desembarcament a l'interior de Bretanya per generalitzar la insurrecció. D'Hervilly, al contrari, dubta: es limita a la península mentre espera el reforç de la divisió del comte de Sombreuil, que va deixar Holanda i que no arribarà a Quiberon fins al 16 de juliol de 1795 després de la derrota reialista a la batalla de Plouharnel. El general Lazare Hoche havia aprofitat la divisió entre els líders reialistes i la derrota dels chouans per ocupar la terra i apoderar-se del fort Penthièvre, que manava l'entrada a la península on els emigrants s'havien retirat. Així, va acabar lluitant amb èxit contra un oponent desorganitzat.
El comte de Puisaye, després de la derrota final de la batalla de Plouharnel i l'eliminació del comte d'Hervilly, ferit greument durant els combats, decideix confiar el comandament al comte de Sombreuil. Aquest últim desembarca la seva divisió per assumir la defensa dels reialistes i dels chouans encallats a la península, víctimes del tret republicà des de Fort Penthièvre. Un cert nombre d'aquests reialistes va aconseguir tornar a embarcar-se als vaixells anglesos al mateix temps que el comte de Puisaye. Però, amenaçats per les armes republicanes, els britànics van abandonar definitivament la badia de Quiberon, deixant els emigrats al seu desgraciat destí.
Els combatents de la divisió Sombreuil mostren valentia davant els seus adversaris, però han de rendir-se a causa de la manca total de municions i, sobretot, en absència d'artilleria. El general Hoche i el comte de Sombreuil havien acordat que els presoners es salvarien la vida: aquesta convenció no fou respectada pels comissaris revolucionaris.
Les instruccions de la Convenció, transmeses pels comissaris de la República, Claude Blad i Tallien, eren definitives. Les dones i els nens són alliberats, però es pronuncien 757 sentències de mort (una mica més de 600 emigrants i un centenar de chouans); alguns pocs condemnats aconsegueixen fugir abans de l'execució (entre sis i trenta homes, segons les fonts). Després d'aterrar de nou a Bretanya en circumstàncies desfavorables, el comte de Puisaye fracassà en el seu intent d'unir les forces reialistes. La seva arrogància i la seva alçada el fan impopular, sobretot perquè està sotmès a les crítiques dels propers a Cadoudal. Refusat pel Comte d'Artois, que havia anunciat prematurament l'arribada a Vendée, va renunciar al seu comandament el 5 de desembre de 1797.

## A Forsaken
Després va tornar a Londres, obtenint del govern anglès l'agost de 1798 una concessió al comtat de York, Canadà, juntament amb algunes subvencions. Seguit d'alguns oficials i soldats que li havien estat fidels, intenta establir-hi una colònia Chouan. Va ser un fracàs i Puisaye es va establir a Niàgara abans de tornar a Anglaterra el 1803. A Londres, va haver d'enfrontar-se a l'hostilitat dels emigrants i dels prínceps (el comte d'Artois en particular). De fet, dubten de la sinceritat del seu reialisme; disputen les seves capacitats militars i no són lluny de considerar-lo com un instrument del govern anglès, sobretot des que havia obtingut la nacionalitat britànica el 1802. Puisaye està més irritat publicant les seves Memòries en sis volums, pro domo plea, fortament contestat pels seus oponents.-
Puisaye no va tornar a França després de la Restauració, sens dubte a causa de l'hostilitat de Lluís XVIII, el futur Carles X i la majoria dels antics emigrants. Va continuar vivint a Anglaterra, on va rebre una pensió considerable del govern britànic. Va morir a Blythe-House, prop de Hammersmith.
Els seus arxius van estar llegats al British Museum.

## Vistes contemporànies
| « | <"«El senyor de Puisaye tenia talents de gabinet i d'eloqüència, un òrgan fi, d'una mida notable; s'expressava bé i fàcilment; les seves opinions eren fantàstiques i, si a aquestes qualitats havia afegit l'audàcia necessària per a un líder del partit, hauria pogut unir tota la Bretanya sota les seves ordres; però des del primer negoci en què es va trobar, va donar motius per sospitar del seu coratge; en presència de l'enemic no va saber ordenar cap disposició, de manera que aviat es va pensar que només es preocupava de la seva seguretat personal. Aquest defecte li va causar danys majors en la ment dels oficials i dels soldats, i va ser la principal causa de la desunió que va regnar fins al final entre ell i diversos cossos d'exèrcit, que mai no van reconèixer la seva autoritat.[...] M. de Puisaye ha estat acusat falsament de ser l'home d'Anglaterra; només va treballar per al partit del rei i només va utilitzar el seu crèdit per proporcionar als reialistes l'ajuda que necessitaven. Sense la gelosia i les intrigues d'uns quants emigrants, l'expedició de Quiberon hauria tingut un resultat completament diferent; i, si s'hagués seguit el seu consell, la catàstrofe final no s'hauria produït. [...] El comte de Puisaye va ser jutjat molt severament. Quan es va saber que el ministeri anglès li havia procurat un establiment molt avantatjós al Canadà, no es va dubtar que era únicament l'home i l'agent d'Anglaterra i que en cap cas era devot a la festa del rei. Però els que vivien en la seva intimitat i el van poder conèixer sempre van creure que havia actuat de manera justa; aquesta era també l'opinió dels oficials de Fougères i Vitré. Tenia un mèrit real, qualitats superiors per al gabinet, però li faltava la valentia tan necessària per a un líder, especialment en una guerra partidista. Sembla segur que aquest és l'únic retret que ha merescut amb raó."> | » |

-Dia de Tots Sants del Breil de Pontbriand-